# Claude Cénac
Pour les articles homonymes, voir Cénac.
 (mai 2023).
Œuvres principales
- Des milliards de soleils

Claude Cénac, née le 16 novembre 1924 à Paris et morte le  17 septembre 2017 à Sarlat-la-Canéda, est une écrivaine de littérature jeunesse.
Elle commence sa carrière en écrivant des nouvelles pour les quotidiens régionaux La Dépêche du Midi et Sud Ouest. Son premier roman, Castel Carabignac, est publié en 1960 aux éditions Magnard. Elle meurt en 2017 à Sarlat, à 92 ans.

## Œuvres
- 1960 : Castel Carabignac, Magnard
- 1961 : Quatre pattes dans l'aventure, Magnard
- 1962 : Tu seras mon chevalier, Hachette
- 1962 : L'Inconnu de Mimosette Plage, Hachette
- 1963 : La Citadelle de l'espoir, Magnard
- 1963 : On a volé les chevaux de bois, Nouvelle Bibliothèque Rose, Hachette
- 1964 : La Grand-Mère volante, Nouvelle Bibliothèque Rose, Hachette
- 1964 : Sidonie et les quarante bisons, Nouvelle Bibliothèque Rose, Hachette
- 1966 : Le Robot sauvage, Nouvelle Bibliothèque Rose, Hachette
- 1967 : Les Cavernes de la Rivière Rouge, Magnard
- 1968 : Le Cœur sur la patte, Fantasia, Magnard
- 1970 : Le printemps viendra deux fois, Bibliothèque Verte, Hachette
- 1971 : Des milliards de soleils, Magnard  (ISBN 978-2-210-98825-5)
- 1976 : Demain l'an mil, Collection Plein Vent, Laffont
- 1979 : Un bel été pour tes quinze ans, Laffont
- 1987 : Attention, Bonhomme rouge, Bonhomme vert, Magnard
- 1988 : La Révolution des Croquants (volume 1/3)
- 1990 : Les Robestiques, Milan
- 1991 : La Planète du bonheur, Magnard
- 1992 : La Révolution des Croquants (volume 2/3)
- 1993 : Le Tonnerre de Madrazés, Hachette
- 1995 : Souviens-toi de la Rivière Rouge, Magnard
- 1996 : Les Sorciers de la Rivière Rouge, Magnard
- 1998 : La Révolution des Croquants (volume 3/3)
- 1999 : Contes et légendes de l'an mil, Nathan